# 迹类算子
在数学中，迹类算子（英語：Trace class）是一个满足如下条件的紧算子，可以为其定义迹，使得迹有限且与基底的选择无关。迹类算子本质上与核型算子相同，但是许多作者将希尔伯特空间上的核型算子这一特殊情况称为“迹类算子”，而将“核型算子”用于更一般的巴拿赫空间。

## 定义
模拟矩阵的定义，在可分希尔伯特空间H上的有界线性算子A被称为属于迹类，如果对于H的所有标准正交基{ek}k
{\displaystyle \|A\|_{1}={\rm {Tr}}|A|:=\sum _{k}\langle (A^{*}A)^{1/2}\,e_{k},e_{k}\rangle }
有限。此时
{\displaystyle {\rm {Tr}}A:=\sum _{k}\langle Ae_{k},e_{k}\rangle }
绝对收敛且不依赖于标准正交基的选择。这个值被称为A的迹。当H是有限维空间时，每个线性算子都是迹类的，并且A的迹的定义与矩阵的迹的定义一致。
如果A是非负自伴算子，我们也可以通过可能发散的求和将A的迹定义为扩展实数
{\displaystyle \sum _{k}\langle Ae_{k},e_{k}\rangle .}

## 性质
| 1. | 如果A是非负自伴算子，当且仅当Tr(A)<∞时，A是迹类的。 因此，自伴算子A是迹类的，当且仅当其正部A+和负部A−都是迹类的。 （自伴算子的正负部通过连续泛函演算得到。） |
| 2. | 迹是迹类算子空间上的线性泛函，即 {\displaystyle \operatorname {Tr} (aA+bB)=a\,\operatorname {Tr} (A)+b\,\operatorname {Tr} (B)}。 双射 {\displaystyle \langle A,B\rangle =\operatorname {Tr} (A^{*}B)} 是迹类算子空间上的內积; 相应的范数被称为希尔伯特-施密特范数。 迹类算子在希尔伯特-施密特范数意义下的完备化被称为希尔伯特-施密特算子。 |
| 3. | 如果{\displaystyle A}有界且{\displaystyle B}是迹类的，则{\displaystyle AB}和{\displaystyle BA}也是迹类的，且有 {\displaystyle \\|AB\\|_{1}=\operatorname {Tr} (\|AB\|)\leq \\|A\\|\\|B\\|_{1},\qquad \\|BA\\|_{1}=\operatorname {Tr} (\|BA\|)\leq \\|A\\|\\|B\\|_{1}} 此外，在同样的假设下， {\displaystyle \operatorname {Tr} (AB)=\operatorname {Tr} (BA)} 最后的断言在{\displaystyle A}和{\displaystyle B}都是希尔伯特-施密特算子这样较弱的假设下也成立。 |
| 4. | 如果{\displaystyle A}是迹类的，则可以定义{\displaystyle 1+A}的弗雷德霍姆行列式 {\displaystyle {\rm {det}}(I+A):=\prod _{n\geq 1}[1+\lambda _{n}(A)]} 其中{\displaystyle \{\lambda _{n}(A)\}_{n}}是{\displaystyle A}的谱。{\displaystyle A}的迹类条件保证这一无限乘积是有限的：实际上 {\displaystyle {\rm {det}}(I+A)\leq e^{\\|A\\|_{1}}}。 这还意味着{\displaystyle {\rm {det}}(I+A)\neq 0}当且仅当{\displaystyle (I+A)}是可逆的。                          |

### Lidskii定理
令{\displaystyle A}是可分希尔伯特空间{\displaystyle H}中的迹类算子，并且令{\displaystyle \{\lambda _{n}(A)\}_{n=1}^{N},} {\displaystyle N\leq \infty }为{\displaystyle A}的特征值。 假设{\displaystyle \lambda _{n}(A)}在计数时考虑了代数重数（即如果{\displaystyle \lambda }的代数重数为{\displaystyle k}，则{\displaystyle \lambda }在计数时被重复{\displaystyle k}次如{\displaystyle \lambda _{1}(A),\lambda _{2}(A),\dots }）。Lidskii定理（以Victor Borisovich Lidskii命名）指出
{\displaystyle \sum _{n=1}^{N}\lambda _{n}(A)=\operatorname {Tr} (A)}。
注意到由于外尔不等式，左侧的数列绝对收敛 
{\displaystyle \sum _{n=1}^{N}|\lambda _{n}(A)|\leq \sum _{m=1}^{M}s_{m}(A)}
在特征值{\displaystyle \{\lambda _{n}(A)\}_{n=1}^{N}}和紧算子{\displaystyle A}的奇异值{\displaystyle \{s_{m}(A)\}_{m=1}^{M}}之间。参见例如

### 几类算子间的关系
通过将迹类算子作为序列空间l1(N)的非交换类比，可以将某些类的有界算子视为经典序列空间的非交换类比。 
实际上，可以应用谱定理证明可分希尔伯特空间上的每个正规迹类算子可以以某种方式视作l1序列，通过对一对希尔伯特基底的某种选择来实现。 同样，有界算子是l∞(N)的非交换类比，紧算子对应c0（序列收敛到0），希尔伯特-施密特算子对应于l2(N)，有限秩算子对应只有有限多非零项的序列。 在某种程度上，这些类的算子之间的关系类似于它们的可交换类比之间的关系。
希尔伯特空间上的每个紧算子T都有如下标准型
{\displaystyle \forall h\in H,\;Th=\sum _{i=1}\alpha _{i}\langle h,v_{i}\rangle u_{i}\quad {\mbox{其中}}\quad \alpha _{i}\geq 0\quad {\mbox{且}}\quad \alpha _{i}\rightarrow 0}
对于某组标准正交基{ui}和{vi}。为了使上述启发式评论更精确，如果序列∑iαi收敛，则有T是迹类的；如果∑iαi2收敛，T是希尔伯特-施密特算子；如果序列{αi}只有有限多非零项，T是有限秩的。
上述描述可以得到一些事实，将这些类算子联系起来。例如下述包含关系成立（包括H是无限维空间的情形）：{有限秩算子}⊂{迹类算子}⊂{希尔伯特-施密特算子}⊂{紧算子}。
迹类算子赋有迹范数||T||1=Tr[(T*T)½]=∑iαi。范数对应的希尔伯特-施密特内积是||T||2=(TrT*T)½=(∑iαi2)½。一般的算子范数是||T|| = supi(αi)。利用序列的经典不等式，
{\displaystyle \|T\|\leq \|T\|_{2}\leq \|T\|_{1},}
对于适当的T。
清楚的是，有限秩算子在迹类算子空间和希尔伯特-施密特算子空间中在它们各自范数意义下稠密。

### 迹类作为紧算子的对偶
c0的对偶空间是l1(N)。类似的，紧算子的对偶空间记作K(H)*，是迹类算子，记作C1。下面的陈述与序列空间相对应。令f∈K(H)*，给出f的等价形式算子Tf定义如下
{\displaystyle \langle T_{f}x,y\rangle =f(S_{x,y}),}
其中Sx,y是秩为1的算子，如下给定
{\displaystyle S_{x,y}(h)=\langle h,y\rangle x.}
这一等式成立因为有限秩算子在K(H)中的范数意义下稠密。在Tf是正算子的情况下，对于任意标准正交基ui，有
{\displaystyle \sum _{i}\langle T_{f}u_{i},u_{i}\rangle =f(I)\leq \|f\|,}
其中I是恒等算子
{\displaystyle I=\sum _{i}\langle \cdot ,u_{i}\rangle u_{i}.}
这意味着Tf是迹类的。利用极分解可以将上述讨论拓展到一般情形，Tf不需要是正算子。
通过对有限秩算子取极限可以证明||Tf||1=||f||。因此K(H)*等距同构到C1。

### 有界算子的预对偶
l1(N)的对偶是l∞(N)。迹类算子C1的对偶是有界算子B(H)。更准确地说，集合C1是B(H)中的双边理想。因此，给定B(H)中任意算子T，可以通过φT(A)=Tr(AT)定义{\displaystyle C_{1}}上连续线性泛函φT。有界线性算子和{\displaystyle C_{1}}的对偶空间中的元素φT的对应关系是一个等距同构。因此，B(H)是{\displaystyle C_{1}}的对偶空间。这可以用于定义B(H)上的弱-*拓扑。